# 피카도르
피카도르(Picador)는 전통적인 **스페인 투우(Suerta de Varas)**의 초기 단계에서 등장하는 기수(騎手)로, 말을 타고 창(lance, 혹은 vara)을 들고 투우장에 출연하는 인물이다. 피카도르는 투우 경기의 중요한 서막을 여는 역할을 하며, 투우사(matador)와 함께 일하는 팀의 일원이다. 투우의 전반적 구성은 세 개의 단계로 나뉘며, 피카도르는 그 중 첫 번째 단계에서 등장한다. 이 단계는 '티에라 데 바라스(Tercio de Varas)'라고 불린다. 피카도르는 이 단계에서 투우가 진행될 수 있도록 황소의 기력을 적절히 분산시키는 임무를 맡는다.

## 역할
주요 임무는 황소의 목덜미 부위인 '모릴로(morrillo)'에 창을 찔러 근육을 약화시키는 것이다. 이로 인해 황소의 머리가 자연스럽게 낮아지고, 이후 단계에서 투우사가 펼칠 다양한 동작과 기술이 가능한 상태가 된다. 또한 피카도르의 공격은 황소의 성향(공격성, 집중력, 반응 등)을 파악하는 데 도움이 된다. 황소가 창을 찔렸을 때의 반응은 이후 투우사의 전략에 직접적인 영향을 미친다.
피카도르는 투우장 안에서 튼튼한 보호장비로 무장한 말(horse)을 타고 등장한다. 말은 '펫로(Petlo)'라고 불리는 무거운 방어용 깃옷과 눈가리개를 착용하며, 말이 놀라거나 다치는 것을 방지한다. 과거에는 말이 방어장비 없이 투입되었기 때문에 말이 황소에게 치명적인 부상을 입는 일이 많았으나, 동물보호 논란 이후 현대에 와서는 강력한 보호장비가 필수적으로 제공된다.
피카도르의 창은 날카로운 끝을 가진 금속제 도구로, 일정한 길이와 규격을 가진다. 단, 창을 사용하는 각도와 깊이는 규정되어 있으며, 심판이 이를 감독한다. 피카도르가 규정을 위반할 경우 감점이나 실격 등의 조치를 받을 수 있다.

## 역사
피카도르의 기원은 중세 이베리아 반도의 기사 문화에서 유래한다. 기사들이 말을 타고 창을 들고 싸우던 모습이 투우 문화에 흡수되며, 피카도르라는 독립된 역할이 생겨났다. 특히 18세기 이후 체계화된 투우에서는 피카도르의 역할이 더욱 중요하게 자리 잡게 되었다. 당시의 투우는 인간 대 황소의 대결뿐 아니라, 인간과 인간 간의 팀워크와 전략, 기술의 대결로도 인식되었다. 이 과정에서 피카도르와 마타도르, 반데리예로(banderillero)가 각각의 역할을 수행하며 하나의 예술적 장면을 완성하는 방식이 자리잡게 되었다.

## 논란 및 비판
피카도르의 역할은 예술성과 상징성에도 불구하고, 동물학대 논란의 중심에 서 있다. 특히 피카도르가 창으로 찌르는 장면은 관객에게 잔인하게 비춰질 수 있으며, 동물보호 단체들은 이를 강하게 비판한다. 이들은 황소가 극심한 고통을 겪으며 무대에서 죽어가는 과정을 '전통'이 아닌 '고문'으로 규정하며, 투우 자체의 폐지를 주장해 왔다. 이에 따라 일부 스페인 지방에서는 피카도르의 역할을 줄이거나 생략한 '비폭력적 투우'를 시도하기도 하며, 청소년 및 관광객을 위한 ‘교육적 시연 투우’에서도 피카도르는 등장하지 않는다.

## 예술 속
피카도르는 회화, 문학, 영화 등 다양한 예술 작품에서 상징적 인물로 등장한다. 가장 유명한 예는 파블로 피카소의 초기 작품 중 하나인 〈피카도르를 그린 첫 그림(1890)〉이다. 피카소는 투우를 평생 즐겼으며, 피카도르의 영웅적 이미지와 죽음의 그림자가 공존하는 세계를 다양한 작품에서 표현했다. 피카도르는 인간의 용기와 폭력, 죽음과 아름다움이 공존하는 모순적 존재로 묘사된다.
또한 문학작품에서는 피카도르가 정열과 위험, 명예를 상징하는 인물로 자주 그려진다. 이는 피카도르가 단순한 조연이 아닌, 투우라는 드라마의 시동을 거는 존재임을 의미한다. 피카도르의 한 번의 창질은 경기 전체의 분위기를 결정짓는 촉매가 되며, 황소와 인간의 '운명'을 규정짓는 결정적 순간이기도 하다.
이처럼 피카도르는 단순히 창을 찌르는 기술자가 아니라, 투우의 구조와 미학, 철학, 윤리 논쟁의 중심에 있는 인물이다. 전통과 현대 사이에서 그 상징성과 실질적 기능은 지속적으로 재해석되고 있으며, 피카도르는 여전히 투우라는 복합문화의 상징으로 자리하고 있다.